# Xenomela laevigata
Xenomela laevigata es una especie de insecto coleóptero de la familia Chrysomelidae.
Fue descrita científicamente en 1989 por Lopatin.